# Pandemia de COVID-19 nas Ilhas Malvinas
Este artigo documenta os impactos da pandemia de COVID-19 nas Ilhas Malvinas e pode não incluir todas as principais respostas e medidas contemporâneas.

## Cronologia

### Abril de 2020
Em 3 de abril, o primeiro caso foi confirmado e em 5 de abril, o segundo. Em 8 de abril, houve a confirmação de cinco casos e de uma recuperação. 137 pessoas haviam sido testadas até então. Em 14 de abril, houve a confirmação de 11 casos e uma recuperação. Em 15 de abril, 255 amostras foram processadas. Medidas adicionais foram implementadas e as viagens de e para o Complexo Mount Pleasant precisavam ser aprovadas. Em 17 de abril, foi anunciado um conjunto de medidas para pessoas físicas e jurídicas que inclui, entre outras, um plano de retenção de empregos, subsídio de desemprego, subsídios não reembolsáveis a empresas.
Em 23 de abril, foi anunciado que as Ilhas Malvinas poderiam testar o COVID-19 a partir da próxima semana, quando as máquinas de teste chegarem. Até então, 337 amostras foram enviadas para o Reino Unido. Em 24 de abril, foi anunciado que o setor pesqueiro estava enfrentando um momento difícil devido à pandemia. Entre 50 e 60% do PIB das Malvinas depende da pesca. Em 29 de abril, foi anunciado que o preço da eletricidade seria reduzido. Em 30 de abril, foi anunciado que todos os 13 casos nas ilhas haviam se recuperado.

### Maio de 2020
Em 1 de maio, foi anunciado um alívio das restrições: escolas, empresas poderiam reabrir em 11 de maio. A restrição de viagem entre Stanley e Mount Pleasant permaneceria em vigor.

## Reações governamentais
Durante o mês de março, o governo das Ilhas Malvinas tomou uma série de medidas em relação a pandemia, mesmo que não houve a confirmação de nenhum caso no país. O governo instruiu os turistas a deixarem o arquipélago, alertando-os de que não poderia mais garantir voos internacionais em meio a pandemia.[carece de fontes?] As escolas foram fechadas em 26 de março com previsão para voltarem com suas atividades em 4 de maio.

No dia 23 de março, o governo argentino ofereceu ao embaixador britânico no Brasil suprimentos médicos para as ilhas, dentre os quais estavam incluídos testes de COVID-19, procedimento ainda não executável nas ilhas naquele momento. Quatro dias depois, as Ilhas negaram a oferta.